# HMS Victorious (1939)
HMS Victorious – brytyjski lotniskowiec z okresu II wojny światowej, typu Illustrious. Służył w latach 1941–1969. Był intensywnie wykorzystywany podczas wojny, a także, po daleko idącej modernizacji, po wojnie. Nosił znak taktyczny 38, później R38.
Za przebieg służby otrzymał 9 wyróżnień bojowych (battle honours): operacja przeciw pancernikowi Bismarck 1941, Norwegia 1941–42, Arktyka 1941–42, konwoje maltańskie 1942, Zatoka Biskajska 1942, Sabang 1944, Palembang 1945, Okinawa 1945, Japonia 1945.

## Historia
„Victorious” był trzecim ukończonym okrętem z „pancernych” lotniskowców typu Illustrious, zarazem ostatnim z pierwszej serii tego typu, wyposażonej w tylko jeden hangar (jego budowę zaczęto jako drugiego okrętu typu). Okręt zamówiono 13 stycznia 1937, w ramach programu budżetowego z 1936. Stępkę pod jego budowę położono 4 maja 1937 w stoczni Vickers-Armstrong w Newcastle, kadłub wodowano 14 września 1939. Był to piąty okręt brytyjski o tej nazwie. Wyposażanie trwało dość długo z powodu trudności wojennych i okręt wszedł do służby w Royal Navy 29 marca 1941, ostateczny odbiór (ukończenie budowy) nastąpił 15 maja 1941. Budowa kosztowała 4 050 000 funtów.

## Służba

### 1941 – operacja przeciw Bismarckowi
Pierwszym dowódcą został komandor Henry C. Bovell. Pierwszym rejsem bojowym okrętu miała być dostawa myśliwców bazowania lądowego Hawker Hurricane na Maltę, lotem z zachodniego Morza Śródziemnego, lecz z powodu rajdu niemieckiego pancernika „Bismarck” na Atlantyk, świeżo ukończony lotniskowiec wyładował Hurricane'y i został włączony do sił skierowanych przeciw „Bismarckowi”. 22 maja 1941 wyszedł w morze z Wielkiej Brytanii w zespole adm. Johna Toveya z pancernikiem HMS „King George V”. Na pokładzie lotniskowca znajdowało się jednak tylko 6 myśliwców i 9 samolotów torpedowych Swordfish, w tym 3 wyposażone w radar. Po zatopieniu HMS „Hood” przez „Bismarcka” 24 maja, w toku pościgu, zostało przeciw  „Bismarckowi” rzuconych wieczorem tego dnia do nocnego ataku 9 samolotów torpedowych Fairey Swordfish z 825. Dywizjonu z „Victorious”, z odległości ok. 100 Mm. Mimo niewielkiego doświadczenia pilotów, jedna torpeda trafiła „Bismarcka” w burtę, lecz trafienie nie było zbyt groźne dla okrętu. Żaden z samolotów torpedowych nie został zestrzelony; utracono jednak 2 spośród śledzących pancernik myśliwców Fairey Fulmar eskadry 800Z, które nie odnalazły lotniskowca w drodze powrotnej (zginęły dwie osoby, dwie uratował frachtowiec). W kolejnych wypadkach 25 i 26 maja podczas misji poszukiwawczych utracono 2 Swordfishe. Lotniskowiec nie brał dalszego aktywnego udziału w operacji i zawrócił do bazy. 4 czerwca jeden ze Swordfishów, patrolując, odnalazł niemiecki zbiornikowiec zaopatrzeniowy „Gonzenheim”, który został następnie przechwycony przez krążownik HMS „Neptune” i samozatopiony. 
„Victorious” następnie przeszedł do Gibraltaru i 13 czerwca wziął udział (wraz z lotniskowcem „Ark Royal”) w dostawie 47 myśliwców Hawker Hurricane lotem na Maltę (operacja Tracer).

### 1941–1942 – działania na dalekiej Północy

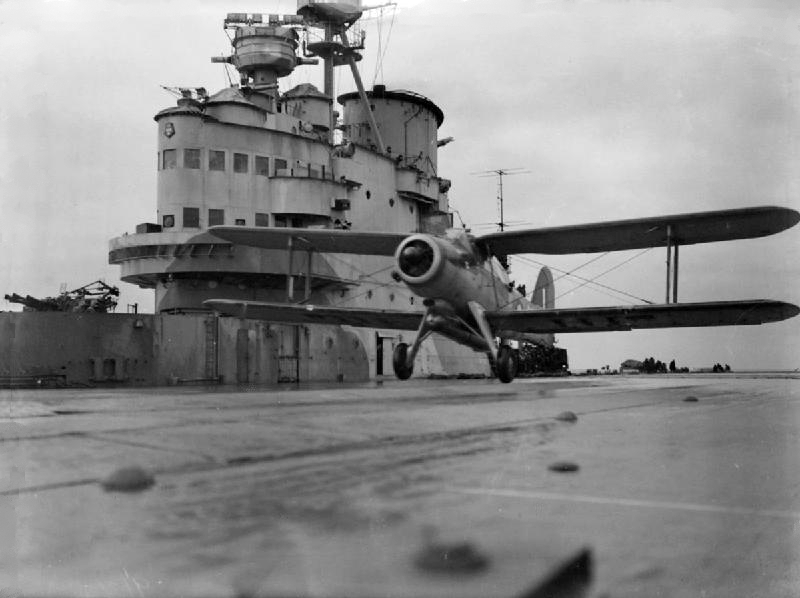
Startujący Fairey Albacore z pokładu HMS „Victorious”, marzec 1942 roku

W związku z atakiem Niemiec na ZSRR, lotniskowce „Victorious” i HMS „Furious” zostały wysłane na daleką Północ jako Zespół P (z krążownikami HMS HMS „Devonshire” i „Suffolk” i 6 niszczycielami). 30 lipca 1941 „Victorious” dokonał ataku lotniczego na port w Kirkenes, bez większych rezultatów (zatopiono jeden mały statek i zniszczono 5 samolotów), za to ze stratami 11 samolotów Fairey Albacore i 2 Fairey Fulmar. 4 sierpnia dokonano nalotu na Tromsø, tracąc jeden samolot. Od 21 sierpnia „Victorious” eskortował pierwszy konwój arktyczny statków do ZSRR – operacja Dervish. 3 i 7 września samoloty z lotniskowca atakowały żeglugę w rejonie Tromsø, lecz bez rezultatów, a 12 września atakowały w rejonie Bodo i cele nabrzeżne w Vestfjordzie. 
W październiku i listopadzie „Victorious” stacjonował na Islandii na wypadek przerwania się niemieckich ciężkich okrętów na Atlantyk, a 5-13 listopada patrolował Cieśninę Duńską w związku z niemieckimi planami rajdu pancernika „Tirpitz” i krążownika „Admiral Scheer”. 
22-23 lutego 1942 samoloty lotniskowca atakowały nieskutecznie nowo przybyłe niemieckie krążowniki ciężkie „Admiral Scheer” i „Prinz Eugen” u wybrzeży Norwegii (utracono 3 Albacore).    
W marcu skierowano lotniskowiec do osłony konwojów arktycznych, w składzie głównych sił Home Fleet. 9 marca 12 Albacorów z „Victoriousa” dokonało nieskutecznego ataku na pancernik „Tirpitz” atakujący konwój PQ-12 (2 samoloty zestrzelono). Miał on jednak efekt w postaci ograniczenia aktywności „Tirpitza” na przyszłość, gdyż Hitler zabronił wykorzystywania pancernika, gdy w rejonie działań znajdował się lotniskowiec. Między marcem a lipcem 1942 „Victorious” stanowił daleką osłonę dalszych konwojów serii PQ: PQ-13, 14, 15, 16 i 17 oraz powrotnych konwojów QP, ale bez starć z nieprzyjacielem.

### 1942 – Morze Śródziemne
4 sierpnia 1942 „Victorious” został skierowany na Morze Śródziemne, w celu osłony dużej operacji dowozu zaopatrzenia dla Malty o kryptonimie Pedestal. Na jego pokładzie znajdował się kadm. A.L. Lyster, dowodzący działaniami lotniczymi podczas operacji. Przed operacją, 8 sierpnia „Victorious” brał udział w dużych wspólnych manewrach na Atlantyku 5 brytyjskich lotniskowców (ćwiczenia Berserk). Od 10 sierpnia, wraz z lotniskowcami „Indomitable” i „Eagle” oraz innymi okrętami brał udział w intensywnych walkach z lotnictwem niemieckim i włoskim na Morzu Śródziemnym 11 i 12 sierpnia, w składzie zespołu Z. Podczas ataków 12 sierpnia został trafiony z małej wysokości bombą zrzuconą przez samolot myśliwsko-bombowy Re.2001, ta jednak rozbiła się o jego opancerzony pokład (druga wypadła za burtę). Po zatopieniu HMS „Eagle” i uszkodzeniu HMS „Indomitable”, pozostał jedynym lotniskowcem osłaniającym operację, lecz wieczorem 12 sierpnia zgodnie z planem odłączył się z siłami osłony od konwoju.
Między 16 sierpnia a końcem października „Victorious” wypełniał funkcje szkolenia pilotów w bazie Scapa Flow. Od września do października przeszedł tam niewielki remont i modernizację wyposażenia, połączone ze szkoleniem pilotów.
Od początku listopada 1942 powrócił na Morze Śródziemne, wchodząc w skład  zespołu H z Gibraltaru, osłaniającego lądowanie w Afryce Północnej (operacja Torch). 8 listopada jego Albacory atakowały cele naziemne w Algierii, m.in. niszcząc 47 francuskich samolotów na lotnisku La Senia koło Algieru. Jeden z pilotów myśliwców Martlet natomiast, zauważywszy białą flagę, wylądował i przyjął kapitulację francuskiego lotniska Blida. W drodze powrotnej do Wielkiej Brytanii, 21 listopada samolot Albacore z 817 Dywizjonu zatopił niemiecki okręt podwodny U-517 na południowy zachód od Irlandii. 

### 1943 – pobyt w USA i Pacyfik
Pod koniec grudnia 1942 „Victorious” został skierowany do USA w celu zebrania doświadczeń w zakresie współdziałania z flotą amerykańską i w styczniu 1943 przeszedł tam niewielki remont i doposażenie w stoczni Norfolk Navy Yard. Od kwietnia do września 1943 operował na Pacyfiku, bazując w Pearl Harbor na Hawajach. Zwiększono przy tym jego lekkie uzbrojenie przeciwlotnicze do 45 działek 20 mm. Służył do ćwiczeń z lotniskowcem USS „Saratoga”, mających zgrać technikę operacyjną lotniskowców brytyjskich i amerykańskich, w składzie zespołu Task Group 36.3 amerykańskiej Trzeciej Floty (w lipcu wykonywano pierwsze próby operowania samolotów pomiędzy oboma lotniskowcami). W sierpniu został skierowany w celu wsparcia amerykańskich operacji na Nowej Georgii.
We wrześniu „Victorious” skierowano z powrotem do Wielkiej Brytanii, przez Kanał Panamski i w październiku powrócił w skład Home Fleet. Od grudnia 1943 do lutego 1944 był remontowany w Liverpoolu, zainstalowano przy tym nowe radary. 

### 1944 – Morze Północne i operacje w Norwegii
3 kwietnia 1944 21 bombowców Fairey Barracuda „Victoriousa” brało udział w ataku na pancernik „Tirpitz” w fiordzie norweskim (operacja Tungsten), powodując poważne uszkodzenia (utracono 3 samoloty). 24 kwietnia w miejsce odwołanej kolejnej operacji przeciw „Tirpitzowi”, samoloty lotniskowca atakowały żeglugę pod Bodo (zatopiono 3 statki przy stracie 6 samolotów). Ponownie atakowano żeglugę u brzegów Norwegii 28 maja (operacja Tiger claw). 30 maja lotniskowiec był atakowany przez okręt podwodny U-957 torpedą akustyczną, lecz bezskutecznie. Ponownie zwalczał żeglugę u brzegu Norwegii na początku czerwca  operacja Lombard).

### 1944–1945 – Ocean Indyjski – Brytyjska Flota Wschodnia
W lipcu 1944 „Victorious” przebazowano w skład Brytyjskiej Floty Wschodniej, do Trincomalee na Cejlonie (wraz z HMS "Indomitable”). Atakował następnie cele naziemne wraz z innymi lotniskowcami brytyjskimi, głównie na zajętych przez Japonię wyspach Archipelagu Sundajskiego, w tym: 25 lipca 1944 na lotniska Lhonga i Kotraja na Sabangu (operacja Crimson), 25 sierpnia 1944 na Padang i Emmahaven na Sumatrze (operacja Banquet), 18 września 1944 na zakłady kolejowe w Sigli na Sumatrze, 17-19 października 1944 na Nikobary (operacja Millet), 4 stycznia 1945 na rafinerie w Pangkalan Brandan (operacja Lentil), 24 stycznia 1945 na Pladjoe (operacja Meridian I) i 29 stycznia 1945 na rafinerię ropy naftowej Soengi Gerong (operacja Meridian II, ze stratami kilkunastu samolotów).

### 1945 – Ocean Spokojny – Brytyjska Flota Pacyfiku
W lutym 1945 okręt wszedł w skład nowo utworzonej Brytyjskiej Floty Pacyfiku, działającej jako zespół Task Force 57 w składzie amerykańskiej 5. Floty. Z innymi lotniskowcami brytyjskimi atakował od 26 marca cele japońskie na wyspach Sakishima Gunto (operacja Iceberg). 1 kwietnia był atakowany przez samolot kamikaze, który jednak nie trafił. Od 12 kwietnia atakował cele na Tajwanie. 16 kwietnia powrócił do operacji przeciw Sakishima Gunto. 4 maja 1945 został trzy razy trafiony przez kamikaze, które wywołały niewielkie zniszczenia, operacje lotnicze wznowiono po 8 godzinach. 9 maja dwa razy trafiony przez kamikaze, które również wywołały niewielkie uszkodzenia i zniszczenie 4 samolotów Corsair (3 zabitych). 5 czerwca został odesłany do Sydney na remont.
W lipcu wszedł w skład zespołu TF37 w wysuniętej bazie Manus, przygotowanego do ataków na macierzyste wyspy japońskie, w składzie amerykańskiej 3. Floty. Od 17 lipca jego samoloty atakowały lotniska i inne cele w rejonie m.in. Tokio i Osaki. Z powodu braków paliwa w brytyjskich zbiornikowcach zaopatrzeniowych, 12 sierpnia lotniskowiec powrócił na Manus, a następnie do Sydney.
Pod koniec wojny uzbrojenie „Victorious”, oprócz 8 dział 114 mm i 40 działek 40 mm Vickers „pom-pom” sprzężonych po 8, składało się z 12 armat Bofors 40 mm (dwóch poczwórnych i dwóch podwójnych) i 61 działek Oerlikon 20 mm, z tego 23 podwójne podstawy i 15 pojedynczych.

### Służba powojenna

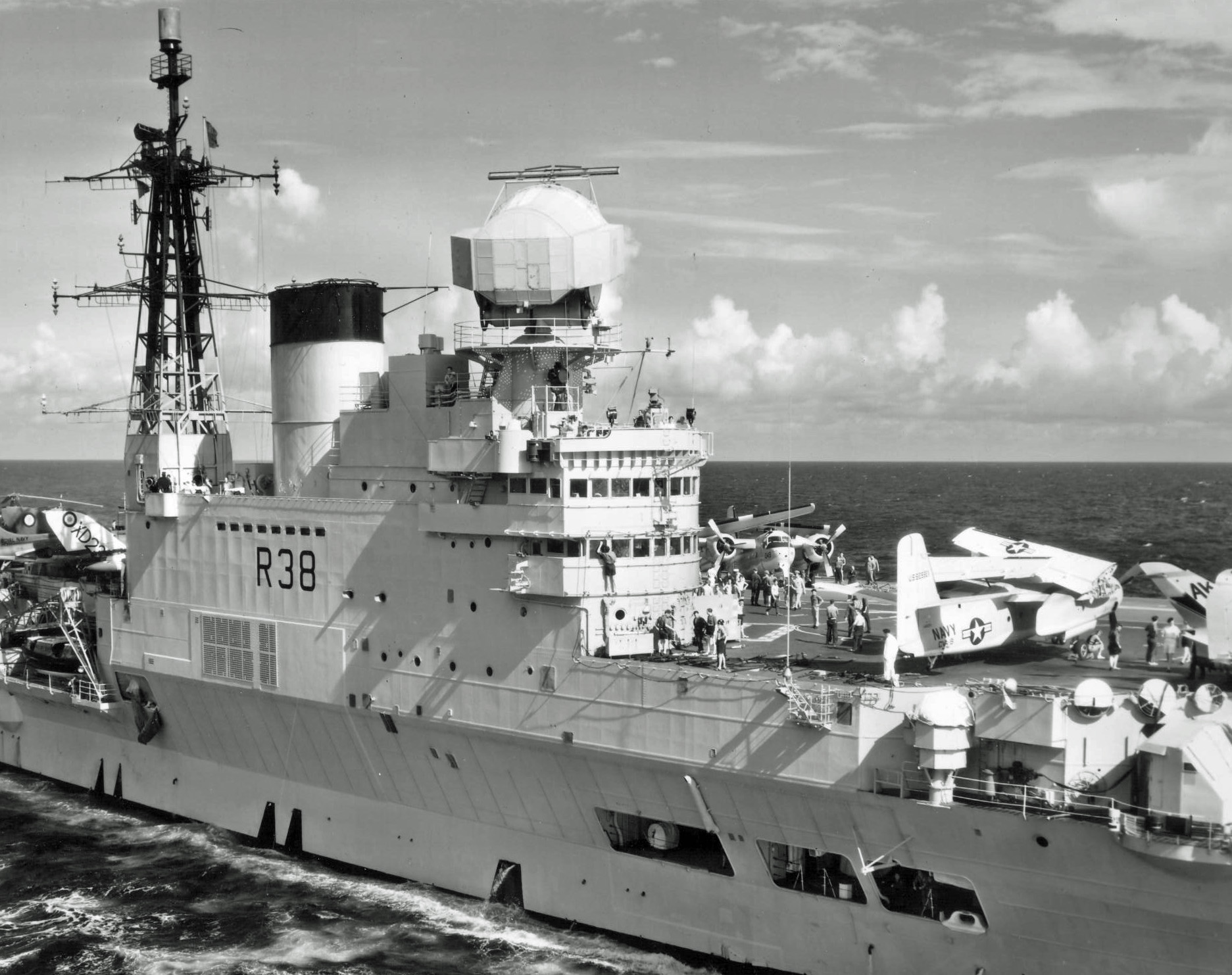
HMS „Victorious” w 1959

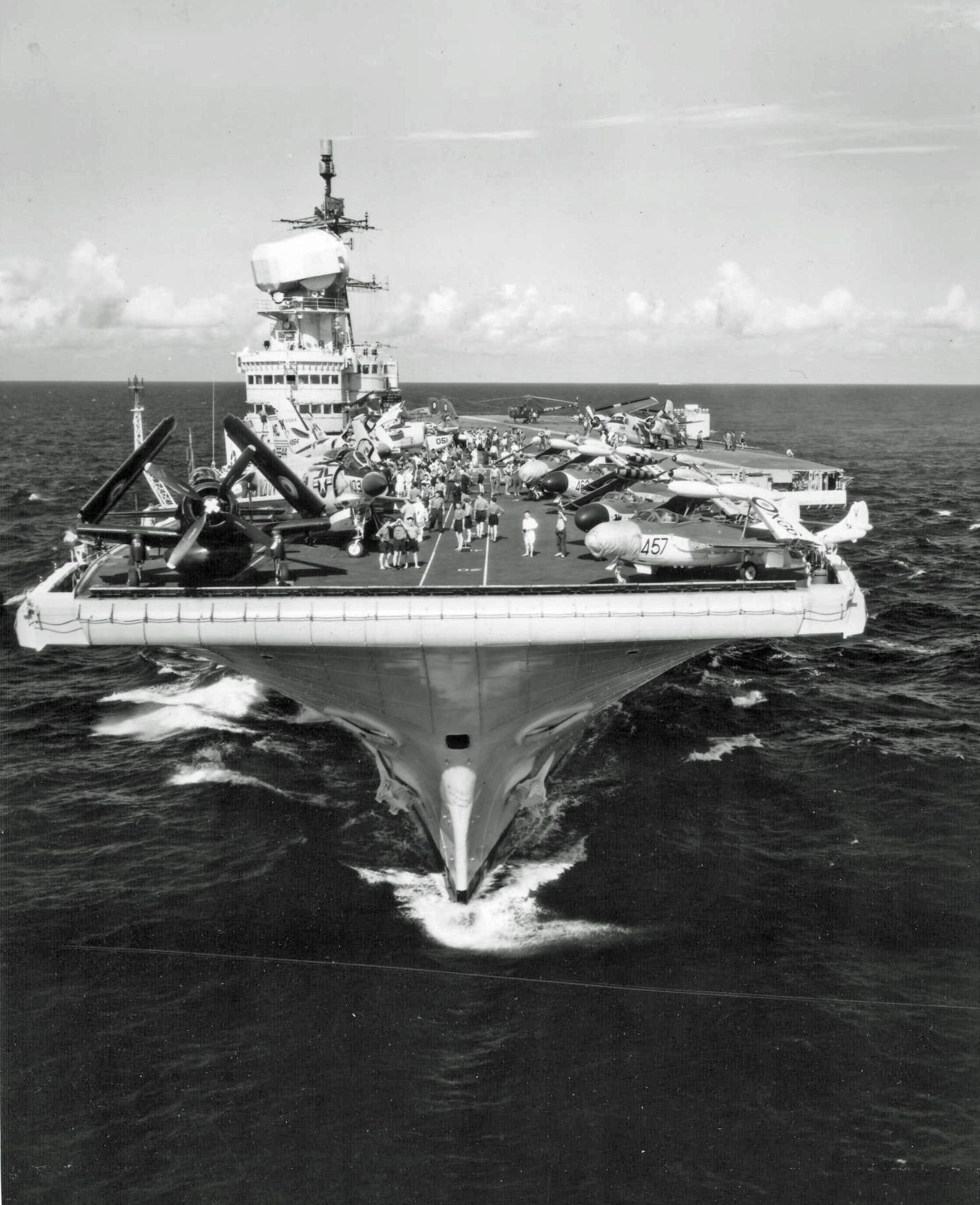
HMS „Victorious” w 1959 (na pierwszym planie samoloty Skyraider AEW.1 i Sea Venom)

Po wojnie „Victorious” pływał między Wielką Brytanią a Dalekim Wschodem w charakterze transportowca wojska. W październiku 1947 wycofano go do rezerwy.
Pomiędzy 1950 a 1957 okręt przeszedł gruntowną modernizację i przebudowę w celu umożliwienia operowania z niego nowych samolotów, jako jedyny z brytyjskich lotniskowców wojennej budowy. Przede wszystkim powiększono pokład lotniczy, wydłużając go, poszerzając i dodając skośny pokład do lądowania po lewej stronie, o skosie 8,75° (był to pierwszy lotniskowiec brytyjski z w pełni skośnym pokładem). Długość okrętu wzrosła o ok. 9 m, a szerokość o 16,8 m. Okręt otrzymał całkiem nową, większą nadbudówkę po prawej stronie, wyróżniająca się dużą anteną radaru typu 984 na dachu. Pokład lotniczy, katapulty i aerofiniszery zostały wzmocnione, w celu obsługi cięższych samolotów odrzutowych. Okręt miał obecnie dwie katapulty parowe długości 44 m na dziobowej części pokładu. Uzbrojenie stanowiło 12 amerykańskich armat uniwersalnych 76 mm Mk 33 w sześciu podwójnych wieżach i sześciolufowe działko plot 40 mm Mk 6.
14 stycznia 1958 ponownie wcielono okręt do służby, ze znakiem taktycznym R38. Był on wówczas najnowocześniejszym brytyjskim lotniskowcem. Koszt przebudowy wyniósł 20 milionów funtów szterlingów.
Zmodernizowany „Victorious” użyty został m.in. podczas brytyjskiej demonstracji siły na wodach Zatoki Perskiej w lipcu 1961 roku, która pozwoliła wówczas odstraszyć Irak od inwazji na Kuwejt. W 1964 z kolei działał na wodach Malezji, zagrożonej inwazją indonezyjską.
Po niewielkim pożarze w pomieszczeniach załogi 11 listopada 1967, wywołanym przez dzbanek do wody, rząd zdecydował okrętu nie remontować, lecz w związku z cięciami budżetowymi i niechęcią do utrzymywania dużych jednostek, wycofać go. 13 marca 1968 lotniskowiec wycofano ze służby. W 1969 skreślono go z listy floty i sprzedano na złom, po czym 13 lipca 1969 przybył do stoczni złomowej British Shipbreakers w Faslane.

## Dane taktyczno-techniczne

### Skład grupy lotniczej
Numery dywizjonów Fleet Air Arm (FAA)
- maj 1941 (akcja przeciw „Bismarckowi”)
  - 6 Fairey Fulmar (myśliwskie) – eskadra 800Z[2][3]
  - 9 Fairey Swordfish (torpedowo-bombowe) – dywizjon 825[3]
- lipiec 1941 (działania w Arktyce)
  - 12 Fairey Fulmar (myśliwskie) – dywizjon 809[13]
  - Fairey Albacore (torpedowo-bombowe) – dywizjony 827, 828
- sierpień 1941 (konwoje do ZSRR)
  - Fairey Fulmar (myśliwskie) – dywizjon 809
  - Fairey Albacore (torpedowo-bombowe) – dywizjony 817, 832
- sierpień 1942 (operacja Pedestal)[8]
  - 16 Fairey Fulmar (myśliwskie) – dywizjony 809, 884
  - 6 Hawker Sea Hurricane (myśliwskie) – dywizjon 885
  - 12 Fairey Albacore (torpedowo-bombowe) – dywizjony 817, 832
- listopad 1942 (operacja Torch)
  - Fairey Fulmar (myśliwskie) – dywizjon 809
  - Grumman Martlet (myśliwskie) – dywizjon 882
  - Supermarine Seafire (myśliwskie) – dywizjon 884
  - Fairey Albacore (torpedowo-bombowe) – dywizjony 817, 832
- 1943 (operacje z US Navy na Pacyfiku)
  - Grumman Martlet (myśliwskie) – dywizjon 882, 896, 898
  - Grumman F4F Wildcat (myśliwskie) – dywizjon VF-6 (amerykański)
  - Grumman TBF Avenger (torpedowo-bombowe) – dywizjony 832
- luty-lipiec 1944
  - Vought Corsair (myśliwskie)
  - Fairey Barracuda (torpedowo-bombowe) – dywizjony 829, 831
- kwiecień 1944 (operacja Tungsten – atak na „Tirpitza”)
  - Vought Corsair (myśliwskie) – dywizjony 1834, 1836
  - 24 Fairey Barracuda (torpedowo-bombowe) – dywizjony 827, 829 (skład wyjątkowo do tej operacji)
- lipiec 1944
  - Vought Corsair (myśliwskie) – dywizjony 1834, 1836, 1838
  - 42 Fairey Barracuda (torpedowo-bombowe) – dywizjony 822, 831
- grudzień 1944 – sierpień 1945
  - Vought F4U Corsair (myśliwskie) – dywizjony 1834, 1836
  - Grumman TBF Avenger (torpedowo-bombowe) – dywizjon 849
- czerwiec 1958
  - Supermarine Scimitar (myśliwsko-szturmowe) – dywizjon 803
  - De Havilland Sea Venom (myśliwskie) – dywizjon 893
  - Douglas A-1 Skyraider (szturmowe) – dywizjon 849B
  - Westland Whirlwind (śmigłowce) – dywizjon 824
- 1963[12][10]
  - 8 Blackburn Buccaneer (bombowe) – dywizjon 801
  - 8 De Havilland Sea Vixen (myśliwskie) – dywizjon 893
  - 2 Fairey Gannet AEW (wczesnego ostrzegania) – eskadra 849A
  - 5 Westland Wessex (śmigłowce) – dywizjon 814